# Leonardo Péricles
Leonardo Péricles Vieira Roque (Belo Horizonte, 26 de agosto de 1981), más conocido como Léo Péricles, es un político y activista social brasileño. Es el fundador y presidente nacional del partido Unidad Popular (UP).

## Biografía
Hijo de Lourdes Rosária y Francisco Vieira, Leonardo nació en Belo Horizonte, MG, pero creció en las afueras de Contagem. Estudió tecnología electrónica en el Colégio Padre Eustáquio, donde fue becario durante la secundaria. En 2005, se matriculó en la carrera de biblioteconomía de la Universidad Federal de Minas Gerais (UFMG), pero no la completó. También estudió mecánica, trabajando en el mantenimiento de máquinas.
Durante la secundaria, fundó la Asociación Metropolitana de Estudiantes de Secundaria de Belo Horizonte (AMES-BH), siendo su primer presidente, y también fue director en Minas Gerais de la Unión Brasileña de Estudiantes de Secundaria (UBES). Durante su presidencia, la militancia ganó el derecho al pase libre para los estudiantes del municipio.
En 2008 fue candidato a concejal por el Partido Democrático Laborista (PDT) en Belo Horizonte, pero no logró ser elegido.
Mientras estudiaba biblioteconomía, llegó a ser presidente del Directorio Académico de la carrera y también director de la Unión Nacional de Estudiantes (UNE) entre 2009 y 2010.
Desde 2011 forma parte del Movimento de Luta nos Bairros, Vilas e Favelas (MLB) y actualmente es uno de los líderes nacionales del MLB. También ayudó a organizar la União da Juventude Rebelião en Minas Gerais.
En 2012, empezó a vivir en Ocupação Eliana Silva, en la región de Barreiro, donde conoció a Poliana Souza, con quien se casó y tiene dos hijos. La familia vive en la misma ocupación hasta el día de hoy.
En 2013 participó en las Jornadas de Junio, haciendo campaña por una reducción de las tarifas del transporte público. Fue uno de los líderes de los actos en Belo Horizonte.
A partir de 2014 comenzó a ejercer como Presidente Nacional de Unidad Popular (UP), que obtuvo el registro partidario en diciembre de 2019, con alrededor de 1,2 millones de firmas.
En las elecciones municipales de 2020, la UP consideró lanzar a Leonardo como alcalde de Belo Horizonte, pero optó por postularse como vicealcalde de la candidata Áurea Carolina (PSOL). La candidatura quedó en 4º lugar en la disputa municipal, con el 8,33% de los votos (103.115 votos).

## Candidatura a la Presidencia de la República en 2022
En la convención celebrada los días 12 y 14 de noviembre de 2021, la precandidatura de Léo Péricles a la Presidencia de la República en 2022 fue aprobada por unanimidad entre los delegados del partido.
El 24 de julio de 2022 fue elegido por la UP para postular a la Presidencia de la República, con Samara Martins como candidata a vicepresidenta. Entre sus propuestas estuvo la convocatoria de una nueva constituyente para aumentar la representación del pueblo en los tres poderes. También criticó la formación de alianzas con partidos de centro y derecha. Entre otras propuestas están la derogación del techo de gasto y reformas laborales y de seguridad social, la renacionalización de empresas que fueron privatizadas, la fiscalidad de las grandes fortunas, una reforma urbanística a favor de la vivienda, la reducción de la jornada laboral a 40 horas semanales sin reducción salarial, un plebiscito para suspender el pago de la deuda pública y el castigo a los torturadores durante la Dictadura Militar. Sus activos declarados fueron los más bajos de todos los candidatos presidenciales, con apenas R$ 197,31.
Péricles obtuvo el 0,05% de los votos, por delante de nombres como Sofía Manzano (PCB), Vera Lúcia (PSTU) y José Maria Eymael (DC). En la segunda vuelta apoyó la candidatura de Luiz Inácio Lula da Silva.

## Candidaturas
| Año  | Elección                                 | Cargo       | Partido | Votos         | %     | Resultado  | Ref.          |
| ---- | ---------------------------------------- | ----------- | ------- | ------------- | ----- | ---------- | ------------- |
| 2008 | Elecciones Municipales de Belo Horizonte | Concejal    | PDT     | 654 votos     | 0,05% | Adjunto    | [ 9 ] [ 25 ]  |
| 2020 | Elecciones Municipales de Belo Horizonte | Vicealcalde | UP      | 103.115 votos | 8,33% | No elegido | [ 26 ] [ 27 ] |
| 2022 | Presidenciales de 2022                   | Presidente  | UP      | 53.519        | 0,05% | No elegido | [ 28 ] [ 29 ] |